# Політехнік (футзальний клуб)
Футзальний клуб «Політехнік» або просто «Політехнік»  — український футзальний клуб з міста Кременчук Полтавської області, учасник чемпіонату України з футзалу.

## Хронологія назв
- 1993: КрАЗ (Кременчук)
- 2000: «Політехнік» (Кременчук)
- 2002: клуб розормовано

## Історія
МФК КрАЗ заснований 1993 року після розпаду іншого кременчуцького клубу — «Синтезу», бронзового призера першого чемпіонату СРСР, а також учасника перших чемпіонатів України з футзалу. Команда представляла місцевий автомобільний завод.
КрАЗ стає одним з найстабільніших клубів вищої ліги чемпіонату України, виступаючи в шести чемпіонатах поспіль з 1993 по 2000 рік, однак не добившись істотних успіхів. Найкращим результатом для клубу стає п'яте місце в чемпіонаті у 1996 і 2000 роках. Найгіршим виступом стає сезон 1996/97 року, за підсумками якого команда займає 13-те місце з 14-ти (3 очки зняті за неявку на матч проти «Локомотива»), а також стає найгрубішим колективом, заробивши 35 жовтих та 5 червоних карток. Серед відомих гравців, які виступають за «КрАЗ» у цей період — вихованець кременчуцького футболу Валентин Цвєлих, Максим Крупін, Ігор Краєвський. Керував командою Сергій Петрович Шаманський, в минулому гравець місцевого «Синтезу».
Чемпіонат країни 2000/01 років команда розпочинає під назвою «Політехнік». За підсумками турніру «Політехнік» займає 9-те місце. Чемпіонат ознаменувався гучним скандалом за участю кременчуцької команди. Члени виконкому переглянули відеозапис гри 21 туру між «Політехніком» і харківським «Універ-ЕХО», яка відбулася 10 лютого 2001 року і закінчилася перемогою «Політехніка» з рахунком 8:9, при тому що до 33 хвилини гри харківський клуб вигравав 8:2, й анулювали результат матчу, зарахувавши технічну поразку обом командам і знявши з них по 3 очки.
Сезон 2001/02 років «Політехнік» завершує на високому, п'ятому місці. В останньому для себе чемпіонаті наприкінці 2002 року команда завершує виступи після першого кола і припиняє існування.
Деякі джерела приписують клуб назву «Кременчукм'ясо», але це був окремий клуб, який фінансується м'ясними бійнями та брав участь у Другій лізі 2003/04 років.

## Досягнення
- Чемпіонат України
  - 5-те місце (3): 1995/96, 1999/2000, 2001/02

## Клубні кольори та форма
| Синій | Білий |

Гравці клубу зазвичай проводили домашні матчі в блакитній формі.

## Стуктура клубу

### Зала
Свої домашні матчі «Водеяр» проводив у кременчуцькому залі СК «Політехнік», який вміщує 500 сидячих місць.

### Спонсори
- КрАЗ

## Відомі тренери
- Сергій Шаманський (199?–2002)